# 廕昌
廕昌（いんしょう）は、清末民初の軍人・外交官。字は午楼、五楼。満州正白旗人。清の最末期に陸軍大臣をつとめた人物である。また、北京政府でも参謀総長となった。

## 事績

### 清末の台頭
当初は国子監の学生であった。1872年（同治11年）、北京同文館に設けられた徳文館に入学する。1877年（光緒3年）4月、ベルリンの公使館で三等翻訳官をつとめる。1884年（光緒10年）、ドイツの軍事学校に入学して軍事技術を習得した。同年12月、清朝に派遣されていたドイツ将官の翻訳（通訳のこと）に任命された。
翌年6月、廕昌は天津武備学堂翻訳に任命され、後に武備学堂監督、幇弁、総弁と昇進した。1899年（光緒25年）冬、ドイツとの山東省における鉄道・鉱山の交渉を担当し、山東路鉱章程に調印した。1900年（光緒26年）3月、山東佐賛軍務に異動する。翌年3月には、正白旗漢軍副都統に任じられた。
同年7月、廕昌は駐ドイツ欽差大臣（駐ドイツ公使に相当）に任じられた。8月には駐オランダ欽差大臣（駐オランダ公使に相当）も兼ねている。1905年（光緒31年）に帰国して、陸軍部右侍郎に任じられ、江北提督も兼ねた。また、貴冑学堂総弁にも任ぜられている。1908年（光緒34年）9月、駐ドイツ欽差大臣に再任されている。1910年（宣統2年）3月、陸軍部尚書に任じられたため、帰国した。

### 辛亥革命での失脚、晩年
同年9月、廕昌は訓練近畿陸軍各鎮大臣を兼任し、12月には陸軍大臣に任命された。翌1911年（宣統3年）5月には、慶親王奕劻の内閣で陸軍大臣に任じられ、7月、弼徳院顧問大臣も兼ねている。辛亥革命が勃発すると、廕昌は革命派の鎮圧を図った。しかし袁世凱が内閣を組織すると、その政敵であった廕昌は辞任に追い込まれた。
中華民国が成立すると、廕昌は北京政府外交部の高等外交顧問として招聘された。1912年（民国元年）12月25日、陸軍上将位を授与され、さらに総統府軍事処処長となる。1914年（民国3年）5月9日、総統府侍従武官長兼陸海軍大元帥統率弁事処弁事員に任ぜられ、同月26日、参政院参政も兼任している。1917年（民国6年）12月1日、廕昌は王士珍の後任として参謀総長に任命された。1919年（民国8年）1月11日には、中華民国大総統・徐世昌から衛侍武官長に任ぜられている。1923年（民国12年）10月14日、荘威上将軍位を授与された。1928年（民国17年）、病没。享年70。